# Pigmentnävus
Ein Pigmentnävus (manchmal auch: Melanozytennävus oder melanozytärer Nävus) ist eine begrenzte, gutartige Fehlbildung der Haut, die im Gegensatz zu anderen Arten von Nävi aus pigmentbildenden Melanozyten oder verwandten Zelltypen besteht und daher meist eine braune oder bräunliche Farbe aufweist. Es gibt zahlreiche Unterarten von Pigmentnävi (siehe →Einteilung).

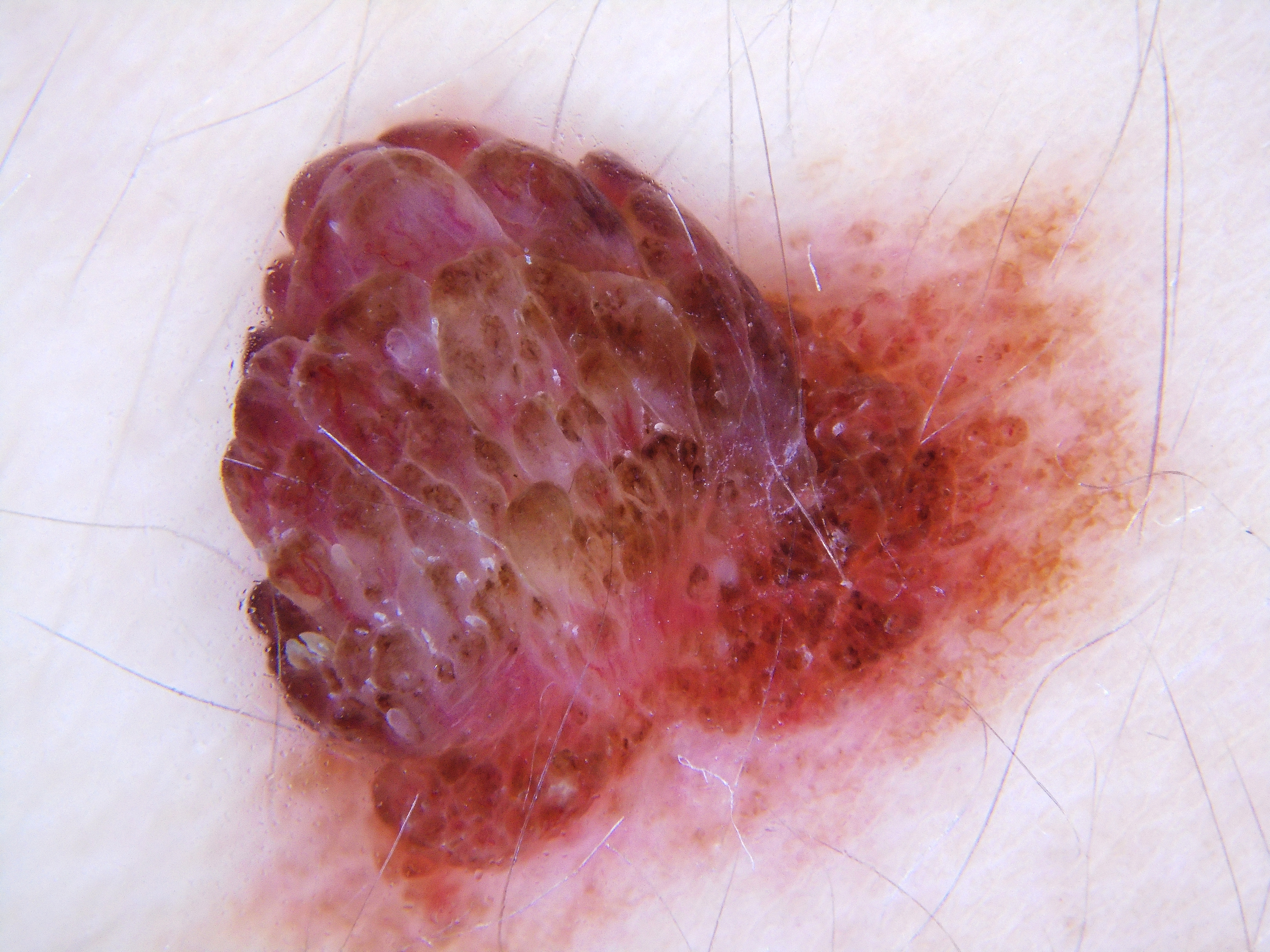
Melanozytärer Nävus (dermatoskopisches Bild)

## Begriffserläuterungen
Durch historische Entwicklungen gibt es einige sprachliche Überschneidungen, was die Bezeichnung von pigmentierten Nävi betrifft:
- In der Umgangssprache werden zur Beschreibung von gutartigen, bräunlichen Flecken auf der Haut Begriffe wie „Muttermal“ oder „Leberfleck“ verwendet, die sich jedoch nicht exakt auf dermatologische Begriffe umlegen lassen. Ein „Leberfleck“ entspricht meist einer Lentigo oder einem Nävuszellnävus, während der Ausdruck „Muttermal“ in der Regel als Überbegriff für alle gutartigen, umschriebenen Hautveränderungen verwendet wird (Fachausdruck: „Nävus“).

- In manchen Quellen werden Pigmentnävi auch Melanozytennävi oder melanozytäre Nävi genannt, was sich auf deren allgemeine Abstammung aus dem melanozytären System bezieht. Da jedoch nicht jeder Pigmentnävus aus normalen Melanozyten aufgebaut ist, sollten diese Ausdrücke nicht verwendet werden, um Verwechslungen mit den „melanozytären Nävi“ im engeren Sinne zu vermeiden.

- Alle Arten von pigmentierten Nävi können auch als Pigmentflecken bezeichnet werden.

- Gelegentlich wird der Ausdruck „Pigmentnävus“ auch zur Beschreibung eines Nävus pigmentosus (Café-au-lait-Fleck) oder Nävus spilus eingesetzt.

- Im englischen Sprachgebrauch werden pigmentierte Nävi als Moles bezeichnet, daher kommt auch der „neudeutsche“ Ausdruck Molen.

## Zelltypen

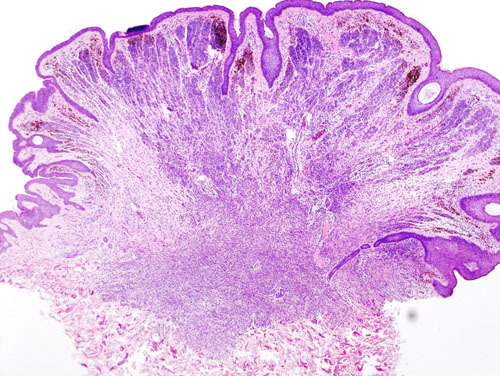
Nävuszellen (Histologie)

Pigmentierte Nävi können aus folgenden Zelltypen bestehen:
- Melanozyten

In diesen Nävi kommen die normalen melaninbildenden dendritischen Melanozyten vermehrt vor und produzieren mehr Hautpigment (Melanin). Sie werden melanozytäre Nävi genannt und nach ihrer Lage in den Hautschichten weiter unterteilt in epidermale melanozytäre Nävi und dermale melanozytäre Nävi.
- Nävuszellen

Diese Zellen sind eng verwandt mit den Melanozyten, unterscheiden sich aber von ihnen durch ein Fehlen der Dendriten, ihre kugelige bis spindelige Form und durch ihre Anordnung in Nestern. Außerdem können sie ihr Pigment nicht mehr an die umliegenden Hautzellen abgeben. Auch die Nävuszellnävi bekommen manchmal das Attribut „melanozytär“, was sich dann aber nur mehr auf ihre melanozytäre Herkunft bezieht und nicht bedeutet, dass sie aus normalen Melanozyten bestehen.
- atypische Zellen

Dysplastische Nävi können sowohl aus Melanozyten, als auch Nävuszellen entstehen, die ihre normale Form verloren haben und zahlreiche Zellatypien aufweisen.

## Einteilung

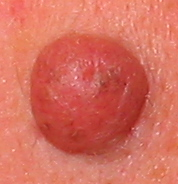
Dermaler Nävuszellnävus

- melanozytäre Nävi („echte“ melanozytäre Nävi aus normalen Melanozyten)
  - epidermale melanozytäre Nävi (liegen in der Epidermis)
    - Epheliden (Sommersprossen)
    - Lentigenes
      - Lentigo simplex Leberfleck
      - Lentigo solaris Altersfleck
      - Lentigo maligna kann sich zum bösartigen Lentigo-Maligna-Melanom entwickeln.

    - Naevus pigmentosus (Café-au-lait-Fleck)
    - Naevus spilus
    - Becker-Nävus

  - dermale melanozytäre Nävi (liegen in der Dermis)
    - Mongolenfleck
    - Naevus fuscocaeruleus
      - Nävus Ota
      - Nävus Ito

    - Naevus caeruleus (Blauer Nävus)
- Nävuszellnävi (Nävi aus Nävuszellen)
  - Junktionsnävus
  - Compound-Nävus
  - Dermaler Nävus
  - Konnataler Nävuszellnävus
  - Halonävus
  - Spitz-Nävus
- Nävi aus atypischen Melanozyten bzw. Nävuszellen
  - Dysplastischer Nävus

Da es jedoch eine Unterform des malignen Melanoms gibt (das Lentigo-Maligna-Melanom), das deutliche Ähnlichkeiten aufweist und sich aus einer Lentigo maligna entwickelt, wird die medizinische/dermatologische Begutachtung von Altersflecken empfohlen.

## Klinische Bedeutung

### Ätiologie
Nävi (pigmentiert oder nicht) beruhen generell auf Entwicklungsstörungen im embryonalen Stadium und entstehen durch postzygotische Mutationen des Erbguts.

### Epidemiologie
Nävuszellnävus und Lentigo simplex (im späteren Leben auch Lentigo solaris) sind die häufigsten Nävi der Menschen, im Durchschnitt hat ein weißhäutiger Erwachsener ca. 20 erworbene Nävuszellnävi (die jedoch einen Zyklus durchmachen und wieder verschwinden können). Dysplastische Nävi kommen bei ca. 5 % der weißhäutigen Erwachsenen vor.

### Klinik
Epidermale melanozytäre Nävi und Junktionsnävi sind scharf umschriebene, braune Flecken im Niveau der Haut, während dermale melanozytäre Nävi eher breite, erhabene, weniger dunkle Gebilde darstellen, die über das Niveau der Haut hinausragen können. Auch dysplastische Nävi und Nävuszellnävi können erhabene Anteile aufweisen, bei letzteren abhängig von ihrer Entwicklungsphase: Mit der Zeit sinken Nävuszellnävi in die Dermis ab und führen so zu einer ausgeprägteren Erhabenheit. Auf einem Nävuszellnävus kann es zu einer Hypertrichose kommen.
Für detaillierte Beschreibungen der Unterarten von Pigmentnävi siehe jeweils dort:
- Epheliden (Sommersprossen)
- Lentigenes (Altersflecken, Leberflecken)
- Naevus pigmentosus (Café-au-lait-Flecken)
- Naevus spilus
- Becker-Nävus
- Mongolenfleck
- Naevus fuscocaeruleus (Nävus Ota, Nävus Ito)
- Naevus caeruleus (Blauer Nävus)
- Nävuszellnävus
- Konnataler Nävuszellnävus
- Halonävus
- Spitz-Nävus
- Dysplastischer Nävus

### Prognose
Die genaue Zuordnung der verschiedenen Arten von Pigmentnävi zu den „Muttermalen“ eines Menschen, und damit eine Einschätzung des Melanomrisikos kann nur ein Hautarzt oder ein anderer in der Dermatologie erfahrener Arzt vornehmen.
Sommersprossen (Epheliden), Café-au-lait-Flecken (Naevi pigmentosi) und die kleinfleckigen Lentigenes (Lentigo simplex, Lentigo solaris) bestehen aus normalen Melanozyten und stellen kein Risiko für die Entstehung eines Melanoms dar. Das Melanomrisiko steht jedoch in direktem Zusammenhang mit der Gesamtanzahl der Nävuszellnävi. Dysplastische Nävi können spontan aus Nävuszellnävi entstehen oder gehäuft im Rahmen eines „Syndroms der dysplastischen Nävi (DNS)“ vorkommen und sind Vorläufer eines echten Melanoms der Haut. Auch konnatale Nävuszellnävi (große Nävi, die tatsächlich seit der Geburt bestehen) sind potentielle Melanomvorläufer und sollten behandelt werden.

### Leitlinien
- S1-Leitlinie Melanozytäre Nävi der Deutschen Dermatologischen Gesellschaft (DDG) und der Deutschen Krebsgesellschaft (DKG). In: AWMF online (Stand 2010)

### Sonstige
- Thomas B. Fitzpatrick, Klaus Wolff (Hrsg.): Atlas und Synopsis der klinischen Dermatologie: häufige und bedrohliche Krankheiten. 3. Auflage. McGraw-Hill, New York; Frankfurt a. M., 1998, ISBN 0-07-709988-5.
- Ernst G. Jung, Ingrid Moll (Hrsg.): Dermatologie. 5. Auflage. Thieme, Stuttgart, 2003, ISBN 3-13-126685-6.